# Blind Joe Hill
Joseph Hill (* 7. Januar 1931 in Pennsylvania; † 17. November 1999 in Los Angeles), bekannt als Blind Joe Hill, war ein afroamerikanischer Blues-Sänger und -Gitarrist, Mundharmonikaspieler und Schlagzeuger („One-Man-Band“).
Hill nahm zwei Alben unter eigenem Namen für das Barrelhouse und das L+R Label auf und gehörte zum Ensemble des 1985er American Folk Blues Festivals.
| Personendaten    | Personendaten                                                       |
| ---------------- | ------------------------------------------------------------------- |
| NAME             | Hill, Blind Joe                                                     |
| ALTERNATIVNAMEN  | Hill, Joseph (wirklicher Name)                                      |
| KURZBESCHREIBUNG | US-amerikanischer Bluessänger, -gitarrist und -mundharmonikaspieler |
| GEBURTSDATUM     | 7. Januar 1931                                                      |
| GEBURTSORT       | Pennsylvania                                                        |
| STERBEDATUM      | 17. November 1999                                                   |
| STERBEORT        | Los Angeles                                                         |